# Koos Maasdijk
Jacob Arnold „Koos” Maasdijk (ur. 19 września 1968 w Rotterdamie) – holenderski wioślarz.
Koos Maasdijk był uczestnikiem Letnich Igrzysk Olimpijskich 1992 w Barcelonie, podczas których wraz ze swoją drużyną zajął 5. miejsce w konkurencji czwórek podwójnych. Podczas kolejnych igrzysk – w Atlancie Maasdijk wziął udział w konkurencji ósemek, w której jego reprezentacja wywalczyła złoty medal.